# Ronny Meyer (Ingenieur)

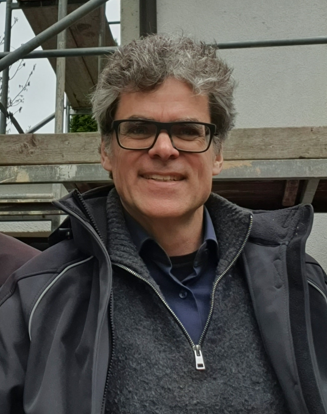
Ronny Meyer, 2024

Ronald „Ronny“ Meyer (* 6. September 1963 in Darmstadt) ist ein deutscher Bauingenieur und Sachbuchautor.

## Wirken
Meyer studierte an der Technischen Hochschule in Darmstadt und ist seit 1992 selbstständig als Bauingenieur tätig. Während seines Studiums baute Meyer 1989 sein erstes Haus in Eigenleistung. Seine monatlichen Zeitschriftenberichte über diesen Hausbau wurden vom Stuttgarter Fachschriftenverlag zu einem Selbstbau-Sonderheft zusammengefasst. Es erschien 1994 als Buch unter dem Titel Ein ganzes Haus zum halben Preis.  Parallel zu seinem zweiten Hausbau in Selbsthilfe folgte 1995 das Buch Die 77 Schritte zum selbst gebauten Haus.
Ab 2000 konzentrierte sich Meyer auf das energiesparende Bauen und Modernisieren. Er baute im selben Jahr sein „EnergieEinsparHaus“ (4-Liter-Haus) und – nach eigenen Angaben – Deutschlands erstes Passivhaus ohne Mehrkosten. Von 2002 bis 2003 war Meyer befristeter Mitarbeiter beim Impulsprogramm Hessen („Hessische Energiespar-Aktion“), einem Programm des hessischen Wirtschaftsministeriums. Aufgabenschwerpunkte waren Öffentlichkeitsarbeit, Veranstaltungen und Schulungen sowie der Feldversuch „1000 Energiepässe für Hessische Häuser im Bestand“.
Meyer führt Bauphysik- und Energiespar-Schulungen für Architekten, Handwerker, Baufinanzierer, Immobilienmakler und den Baustoff-Fachhandel durch.

## Bücher
- Ein ganzes Haus zum halben Preis, Blottner-Fachverlag, Taunusstein 1994, ISBN 3-89367-052-1
- Die 77 Schritte zum selbst gebauten Haus, Blottner-Fachverlag, Taunusstein 1995, ISBN 3-89367-051-3
- Selbstbau Meyer: Das selbst geplante Haus, Blottner-Fachverlag, Taunusstein 1997, ISBN 3-89367-601-5
- Selbstbau Meyer: Das selbst gebaute Haus: Rohbau, Blottner-Fachverlag, Taunusstein 1997, ISBN 3-89367-602-3
- Selbstbau Meyer: Das selbst gebaute Haus: Haustechnik, Blottner-Fachverlag, Taunusstein 1998, ISBN 3-89367-603-1
- Selbstbau Meyer: Das selbst gebaute Haus: Innenausbau, Blottner-Fachverlag, Taunusstein 1999, ISBN 3-89367-604-X
- Bau doch selbst: Innenausbau, Darmstadt 1999, ISBN 3-00-003741-1
- Das EnergieEinsparHaus, Blottner-Fachverlag, Taunusstein 2001, ISBN 3-89367-619-8
- Selbstbau Meyer: Das selbst gebaute Haus: Außenanlagen, Blottner-Fachverlag, Taunusstein 2000, ISBN 3-89367-616-3
- Selbst gebaut! Das Hausbau Handbuch, Blottner-Fachverlag, Taunusstein 2002, ISBN 3-89367-634-1
- Bauen nach dem Hot-Dog-Prinzip – unser Abschied von Öl und Gas, Eberhard-Blottner-Verlag, Taunusstein 2006, ISBN 978-3-89367-111-3
- Der kleine Energiespar-Scout, Hamburg 2009, ISBN 978-3-00-028765-7
- Abdichtung und Wahrheit, Hamburg 2009, ISBN 978-3-00-028766-4
- Einfach Energie sparen: Modernisierungsempfehlungen für freistehende Ein-/Zweifamilienhäuser. Blottner-Fachverlag, Taunusstein 2012, ISBN 978-3-89367-133-5